# زکریا سامی
زکریا سامی (عربی: زكريا سامي السوداني؛ زادهٔ ۲۷ ژوئیهٔ ۱۹۹۲) یک ورزشکار اهل عربستان سعودی است.
از باشگاه‌هایی که در آن بازی کرده‌است می‌توان به باشگاه فوتبال هجر عربستان سعودی و باشگاه فوتبال الاهلی عربستان سعودی اشاره کرد.
وی همچنین در تیم ملی فوتبال Saudi Arabia U23 بازی کرده است.